# 旅顺支线

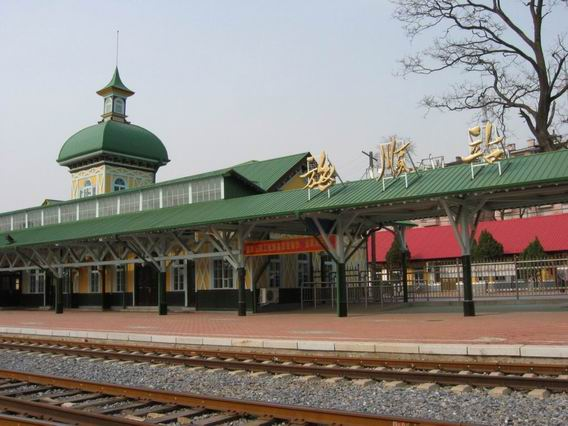
旅顺站

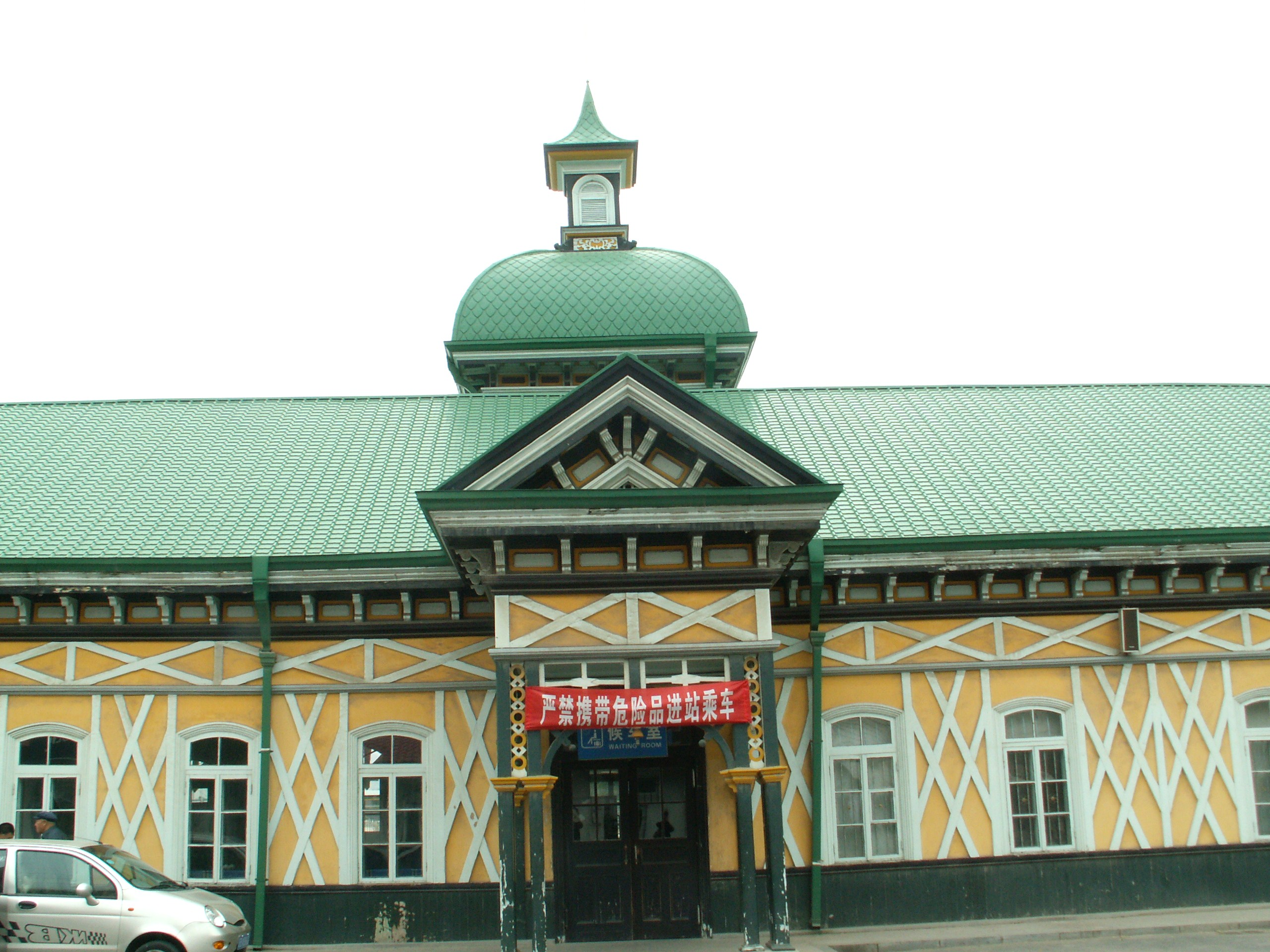
旅顺站入口

旅顺支线是位于辽宁省大连市的一条货运铁路，始于周水子站、终点旅顺站，全长52千米，是沈大铁路的支线。最初为东清铁路最南段，后将终点改为大连，该段改为支线。

## 历史
建于1898年。 
在日俄战争中，日本野战铁道提理部将该线1524毫米宽轨距改为1067毫米窄轨距铁路，1904年9月从大连开始改轨，1905年1月24日改到旅顺囗。1907年7月1日到11月22日，满铁又将窄轨距改为1435毫米标准轨距。 
1907年满铁接管后，将南关岭至大连间铁路划为南满铁路干线直通长春，南关岭至旅顺段改为支线。同年12月，为便于列车运行，于周水子站北3公里处新建岔线，设第一联络所与旅顺支线衔接，使大连发出的列车不再经由南关岭站，调头直达旅顺。 
1923年又将该线改由周水子车站引出，新建周水子至第一联络所间与南满铁路干线并行的一段线路，撤销了第一联络所，至此，旅顺支线即以周水子为起点。 
1921至1934年间，该线曾多次进行技术改造。1934年的技术状况为：全线坡道长占81％，最大坡度9．5‰；曲线长占支线、联络线1&425，731·135．339．346．626745另，最小曲线半径300米；正线为每米40公斤钢轨；每节长10米钢轨铺油枕木18根、站线14根；碎石道床。全线有中小桥梁76座、1041延长米，钢梁载重等级为L一20和22级，涵渠28座；全线有车站6个，站线总延长10．9公里，道岔64组，臂板信号，非集中联锁装置，路牌闭塞。 
1978年至1979年对线路进行了中修，到1984年，正线全部更换为每米50公斤再用轨，木枕全部换成钢筋混凝土轨枕。 
1995年末，旅顺线线路延展总长96．6公里，其中正线50.8公里，站线29.3公里，段管线2.0公里，岔线13.9公里，特别用途线0.6公里。线路允许速度每小时70公里。全年发送货物336万吨，到达货物385.8万吨；发送旅客212.8万人。 

## 长旅铁路
长旅铁路由旅顺西站（羊头洼港）至本线长岭子站，全长23.329公里。货列在旅顺西站通过烟大铁路轮渡到达山东省的烟台北站（四突堤港），约需6小时。为使电气列车可以从旅顺西站直达沈大铁路，长岭子站至周水子站间线路正在进行电气化改造。